# Instituut voor Gebaren, Taal & Dovenstudies
Het Instituut Gebaren, Taal en Dovenstudies (IGT&D) is een educatief instituut van de Hogeschool Utrecht, gevestigd in het Utrecht Science Park. Het is in 1997 opgericht als opleiding Leraar/Tolk Nederlandse Gebarentaal (NGT) en later hernoemd naar Instituut Gebaren, Taal en Dovenstudies (IGT&D). De opleiding kwam in plaats van een eerder opgeheven mbo-opleiding te Bunnik, na klachten uit de dovengemeenschap over het lage opleidingsniveau van de tolken gebarentaal.  Sinds september 2007 is Beppie van den Bogaerde lector Dovenstudies.

## Ontstaan
Sam Pattipeiluhu, een postlinguaal doof orthopedagoog, stond in 1993 aan de wieg van de oprichting van de opleiding, maar heeft die zelf niet meer mogen meemaken. Ten tijde van de voorbereidingen werd, in een rapportage uit 1996, de behoefte van de dovengemeenschap aan tolken gebarentaal op hbo-niveau onderschreven. In 1997 werd gestart met een pilotjaar, op basis waarvan in 1998 een definitief curriculum werd vastgesteld. Het instituut was onderdeel van het Seminarium van Orthopedagogiek (SvO), een faculteit van Hogeschool Utrecht. Nadat op 1 februari 2017 de faculteiten werden afgeschaft, gingen het net als andere instituten zelfstandig verder.
Bij het hernoemen van de opleiding waren er klachten over het vervangen van de term "Gebarentaal" door "Gebaren, Taal", hierdoor zou er onvoldoende statement gemaakt worden dat de gebarentaal een taal was; een aspect waarover tientallen jaren een controverse bestond door de methodenstrijd tussen het oralisme en de voorstanders van gebarentaal in het dovenonderwijs.

## Onderwijs
Het instituut omvat een aantal opleidingen, waarvan de vierjarige hbo-opleidingen tot tolk gebarentaal en docent Nederlandse gebarentaal de belangrijkste zijn. Andere opleidingen zijn de opleiding schrijftolk en de post-hbo-opleiding docent NGT / Dovenstudies. Het instituut heeft ook een lectoraat, een zogenoemde kenniskring voor de hbo-masteropleidingen.
Het instituut heeft als enige opleiding in Nederland van ministerie van Onderwijs, Cultuur en Wetenschap een licentie gekregen voor de opleiding tot tolk gebarentaal.
Sinds 2006 bestaat de hbo-masteropleiding Dovenstudies. Deze wordt in Nederland alleen door IGT&D aangeboden. Tegelijkertijd is ook de opleiding hbo-master docent NGT gestart om docenten NGT die les (gaan) geven aan studenten op de eigen NGT-opleiding voldoende bagage mee te geven.
De opleiding heeft na de eerste jaren de toelatingstest en numerus fixus laten vallen, waardoor de instroom sterk is gegroeid.
De studentenvereniging van de opleiding heet Studievereniging Opleidingen Gebarentaal (SOG). De opleiding onderhoudt contacten met de Nederlandse Beroepsvereniging Tolken Gebarentaal (NBTG).

## Bekende oud-studenten
- Sebastiaan Boogaard
- Irma Sluis